# Обершталмейстер
Обершталмейстер — придворна посада, член королівського (імператорську) уряду, що відповідав за стайню та все, що з нею пов’язано. У його віданні були коні, сідла, упряж, носилки, карети та сани. До його функцій також входив нагляд за постачанням сіна та інших кормів. 

## Історія
У його підпорядкуванні Обершталмейстера була велика кількість слуг із відносно вузькоспеціалізованими завданнями, такими як, серед іншого, забезпечення фуражем, заготування сіна, підстилки та годівниць, а також забезпечення транспорту монарха у належному стані. Також у його підпорядкуванні були ковалі та ветеринари. Кінські сідла, збрую та вози виготовляли або ремонтували сідельники та упряжники, золотники, різьбярі, митці. 
Була поширена в Богемії, Австрії, Прусії, Священній Римській імперії, Австро-Угорщині та інших європейських монархіях. Посаду вищого обершталмейстер займали представники старовинних шляхетських родів.
У Великому князівстві Литовському і Руському, та в Речі Посполитій цим посадам відповідали Конюший великий Литовський та Конюший великий коронний. У Французькому королівстві посада носила назву Великий конюший Франції.
Посаду найвищого земельного штальмейстера в Королівстві Галичині та Володимерії (нім. Oberst-Landstallmeister in Galizien und Lodomerien) обіймав Карло Михайло Лянцкоронський (1848-1863).
В Російській імперії - російський чин ясельничий — придворний чин II класу, введений в 1726 році. Він очолював придворні імператорські стайні і належне їм господарство.